# 克萊爾維尤站
克萊爾維尤站（英語：Clareview station）是一個位於加拿大亞伯達省首府愛德蒙頓，屬市營愛德蒙頓輕軌首都線的一個輕軌車站，亦為該線目前的北端終點站。目前是北美最北端的軌道交通車站。

## 簡介
本站位於愛德蒙頓市內42街和139大街處，為一個平面輕軌車站。站體結構為123公尺的島式月台，並寬9公尺；可容納其5個車廂的車輛停靠。
命名緣由是其站體位處於市內的區域為克萊爾維尤城鎮中心和克萊爾維尤區域一帶，故得其名。自開通起，因此車站為愛德蒙頓輕軌最北車站，緯度高達北緯53度，便自此成為北美洲最北的輕軌車站，與愛爾蘭都柏林、英國曼切斯特和德國漢堡大致處於同一緯度。

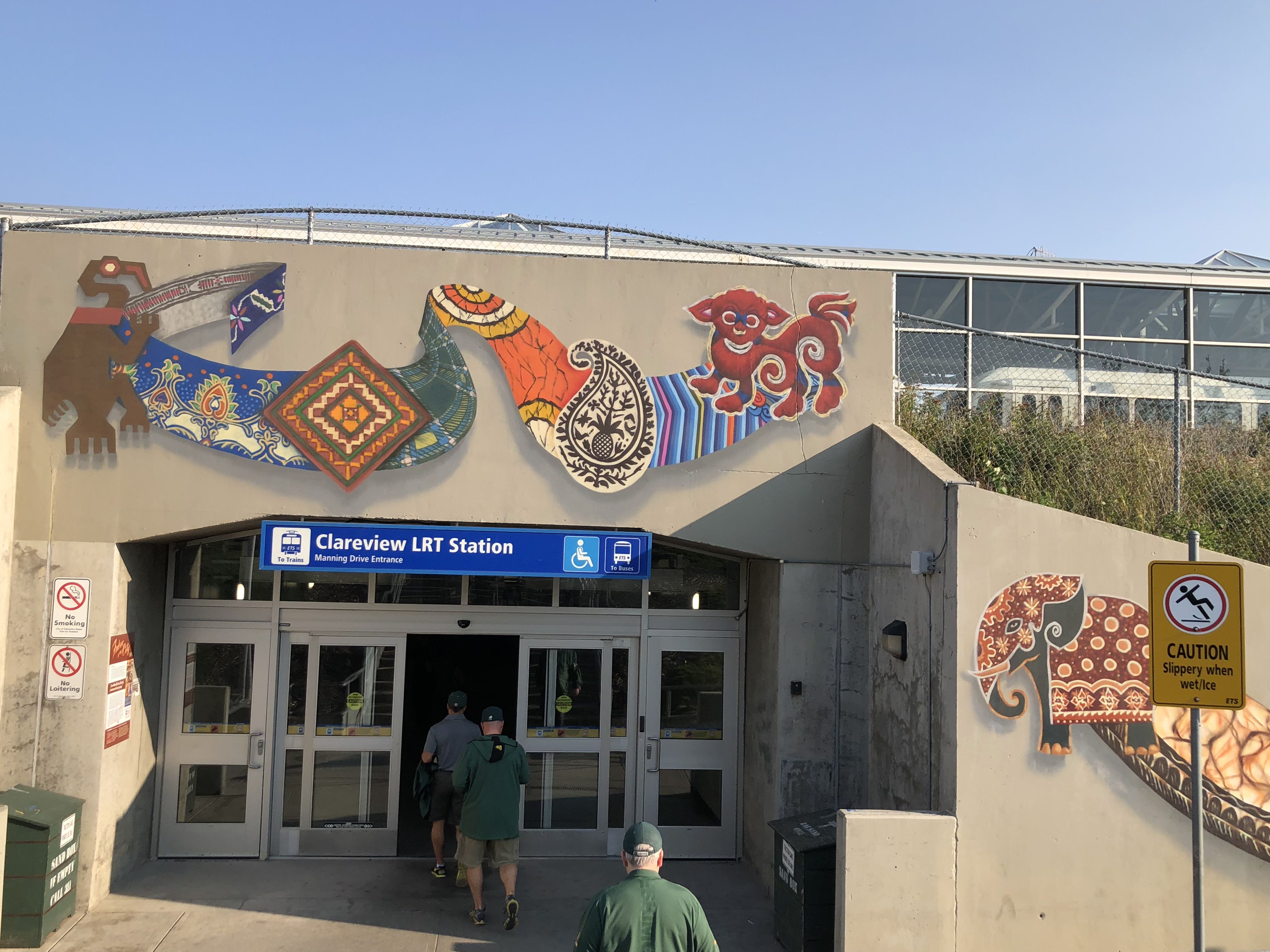
克萊爾維尤站西側出口公共藝術

此外此站的公共藝術「一個漫長的秋天」（One Long Autumn）在翻修後加入，藝術品包括整個站體棚頂。

## 歷史

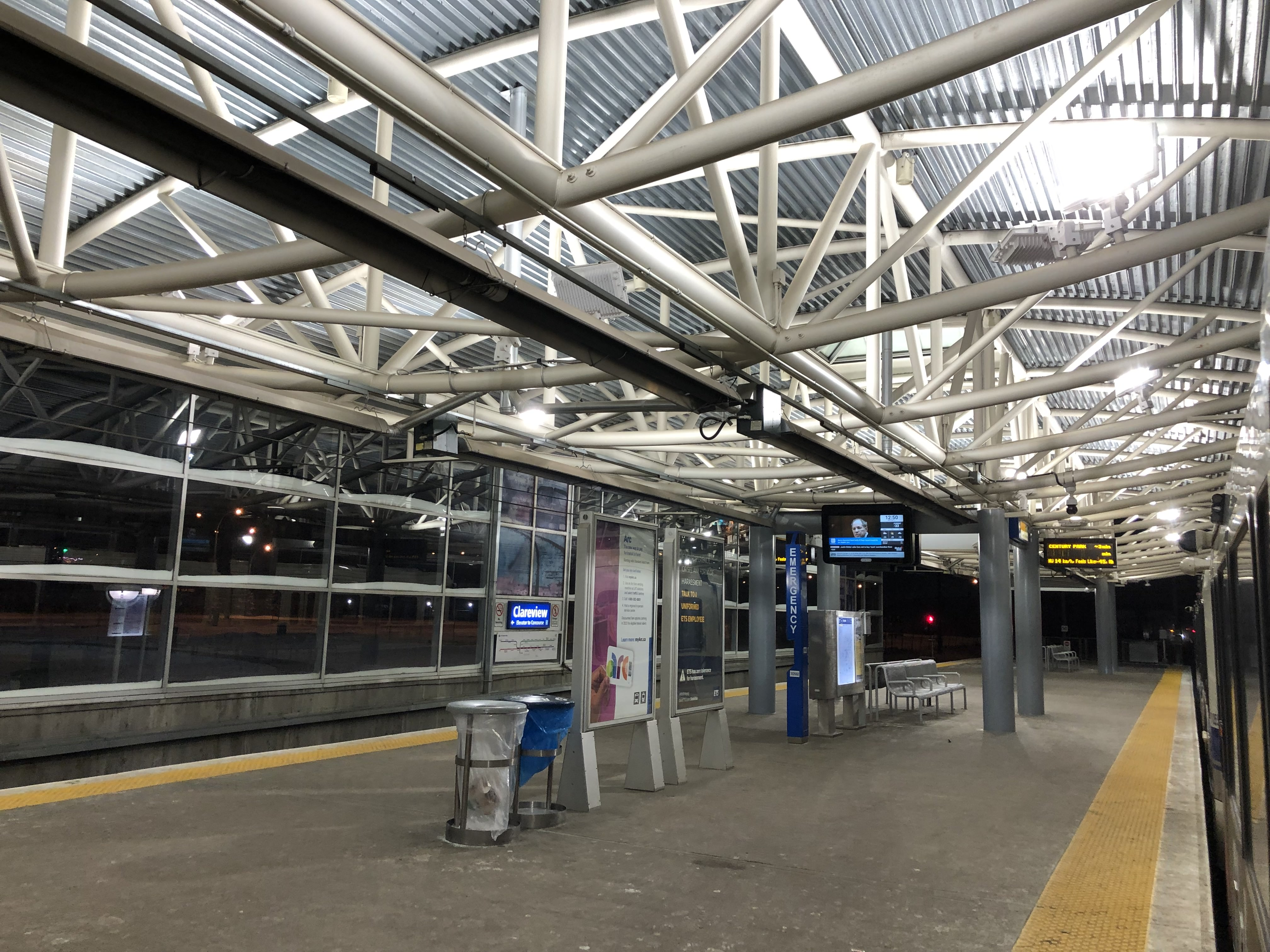

此車站最早於1981年4月26日開通，於2001年3月4日全面翻修完成。翻修後增加了平面車站棚頂、兩個公車轉運站、無障礙坡道和地下人行道連通兩側公車轉運站。

### 安全事件
2022年9月，埃德蒙顿东北部，一位骑自行车的人卷入了一场与LRT之间的摩擦，被疾驰而来的LRT卷入，当场身亡。克萊爾維尤站和Belvedere两站之间的LRT关闭了一段时间。

## 克萊爾維尤轉運站
克萊爾維尤轉運站（Clareview Transit Centre）是愛德蒙頓交通運輸局建立於愛德蒙頓輕軌車站之上的公車轉運站點，在車站兩側分別有東側轉運站和西側轉運站。兩側轉運站由輕軌車站下可連通至車站內的人行地下道相通，並提供停車換乘服務、公共電話、腳踏車架，和室內地下道內有公共廁所和一間便利商店。
以下為此途經或是起訖於此轉運站的路線：
西側：
| 聯絡站點                 | 路線編號       |
| ------------------------ | -------------- |
| 巴爾福德轉運站           | 2-Owl, 53, 107 |
| 布林特奈爾               | 107, 118       |
| 競技場轉運站             | 2-Owl, 53      |
| 卡皮萊諾轉運站           | 53             |
| 市中心                   | 2-Owl          |
| 歐克萊爾轉運站           | 117, 118, 119  |
| 薩斯喀徹溫堡             | 580            |
| 霍利克-凱尼恩            | 118            |
| 克爾諾翰                 | 108            |
| 倫敦德里                 | 54, 107, 114   |
| 湖區域                   | 119            |
| 麥柯納齊                 | 107            |
| 米爾伍茲轉運站           | 53             |
| 北門轉運站               | 54, 113, 114   |
| 西北工業區               | 54             |
| 阿澤納                   | 118            |
| 領航聲區域               | 119            |
| 體育館轉運站             | 2-Owl          |
| 西愛德蒙頓購物中心轉運站 | 54             |

東側：
| 聯絡站點           | 路線編號 |
| ------------------ | -------- |
| 阿波茨菲爾德轉運站 | 116      |
| 巴爾福德轉運站     | 108      |
| 競技場轉運站       | 104      |
| 長青               | 121      |
| 弗雷澤             | 121      |
| 克爾諾翰           | 108      |

## 鄰近設施
- 東北社區健康中心（Northeast Community Health Centre）

## 資料來源
1. ↑   (PDF). Siemens Transportation Systems, Inc. August 1, 2014  [August 1, 2014]. （原始内容 (PDF)存档于October 26, 2010）.
2. ↑   (PDF), 2021-02-05  [2023-06-19], （原始内容存档 (PDF)于2023-03-28）
3. ↑  City of Edmonton.  (PDF). City of Edmonton: 700. July 2011  [May 30, 2012]. （原始内容 (PDF)存档于June 1, 2012）.
4. ↑  .   [2013-08-08]. （原始内容存档于2013-09-04）.
5. ↑   (PDF). November 15, 2004  [November 30, 2011]. （原始内容 (PDF)存档于January 4, 2007）.
6. ↑  . 埃德蒙顿中文网.   [2023-11-06]. （原始内容存档于2023-11-06） （中文）.
7. ↑   (PDF). City of Edmonton.   [2017-09-28]. （原始内容存档 (PDF)于2021-05-11）.
8. ↑  . City of Edmonton.   [2017-09-28]. （原始内容存档于2021-06-03）.
9. ↑  . City of Edmonton.   [2017-09-28]. （原始内容存档于2021-06-18）.
10. ↑  . City of Edmonton.   [1 September 2019]. （原始内容存档于2019-08-02）.

## 外部連結
维基共享资源上的相關多媒體資源：克萊爾維尤站